# Consonante centrale
Una consonante centrale è una  consonante il cui flusso d'aria passa attraverso il centro della cavità orale piuttosto che di lato (queste dette consonanti laterali).
Le consonanti centrali sono θ‚ ð‚ s‚ z‚ ʃ‚ ʒ‚ ʂ‚ ʐ‚ ɕ‚ ʑ‚ ç‚ ʝ‚ x‚ ɣ‚ χ‚ ʁ‚ ɹ‚ ɻ‚ j‚ ɥ‚ ɰ‚ w‚ ʍ‚ r‚ ʀ‚ ɾ‚ ɽ.